# 山田道兄

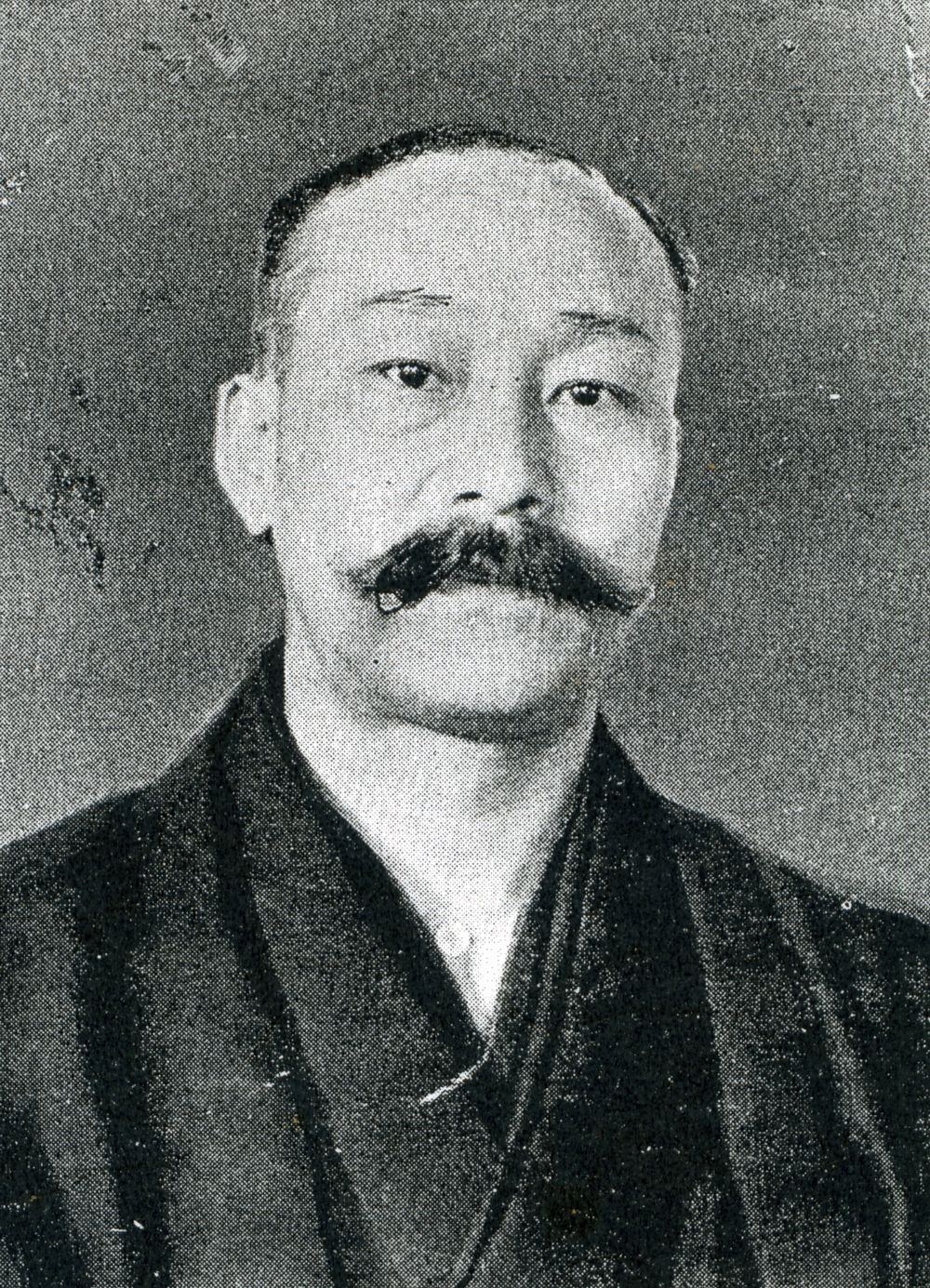
山田道兄

山田 道兄（やまだ みちえ、1880年（明治13年）9月7日 - 1936年（昭和11年）8月27日）は、日本の衆議院議員（憲政会→立憲民政党）、ジャーナリスト。

## 経歴
岐阜県武儀郡東武芸村（現在の関市）出身。早稲田大学政治経済科出身。扶桑新聞主筆、東京毎日新聞記者、読売新聞記者を経て、民友通信社を創設して社長を務めた。
1924年（大正13年）、第15回衆議院議員総選挙に出馬し、当選。以後、4回の当選を重ねた。その間、濱口内閣で農林参与官を務めた。